# Iglesia de Nuestra Señora del Coll (Barcelona)
La iglesia de Nuestra Señora del Coll (en catalán: Església de la Mare de Déu del Coll) se encuentra en el barrio del Coll —al que da nombre—, en el distrito de Gracia de Barcelona. Se trata de una iglesia románica del siglo XI, de la que se conserva el cuerpo central y el campanario, siendo los demás elementos actuales de la iglesia del siglo XX.

## Historia

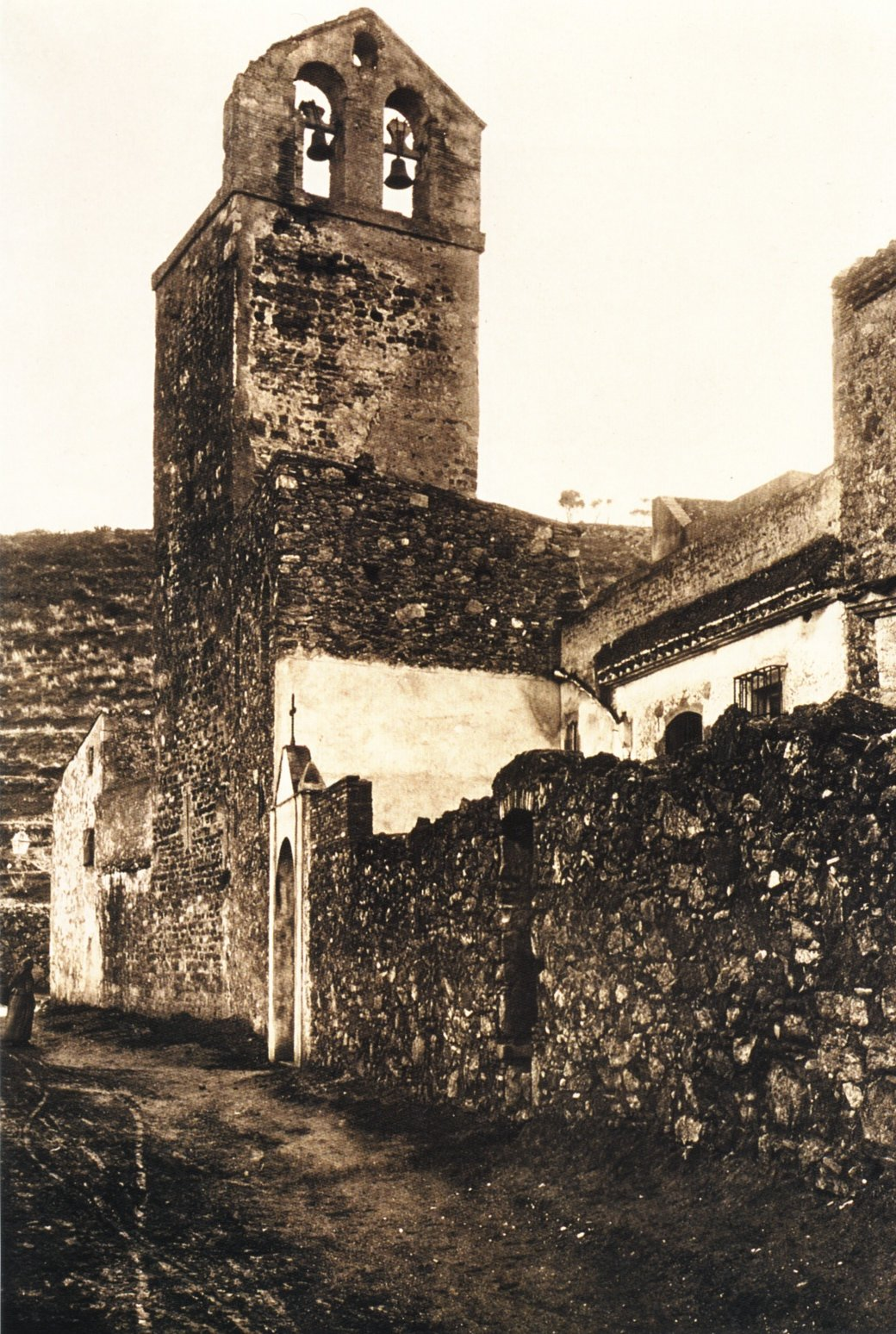
La iglesia en 1900, antes de su reconstrucción.

La iglesia está documentada en el siglo XI, por medio de una documentación de un tal Grau Miró que hace donación del Santuario del Coll al Monasterio de Sant Cugat. Según la tradición, en esta zona se encontró una imagen de la Virgen, por lo que se construyó un santuario en su honor, que inicialmente recibía el nombre de Nuestra Señora de la Font-rúbia. La imagen, del siglo XIII, fue restaurada en 1929.
Situada al pie del monte Carmelo, en lo que antiguamente era una zona rural, era en origen una ermita de montaña de difícil acceso. Afectada por la desamortización de 1836, fue comprada por un particular, hasta que a principios del siglo XX fue adquirida por los misioneros de los Sagrados Corazones de Jesús y María de Mallorca, quienes restituyeron el culto. Por otro lado, desde el siglo XIX la zona se fue urbanizando, quedando la iglesia en terreno urbano.

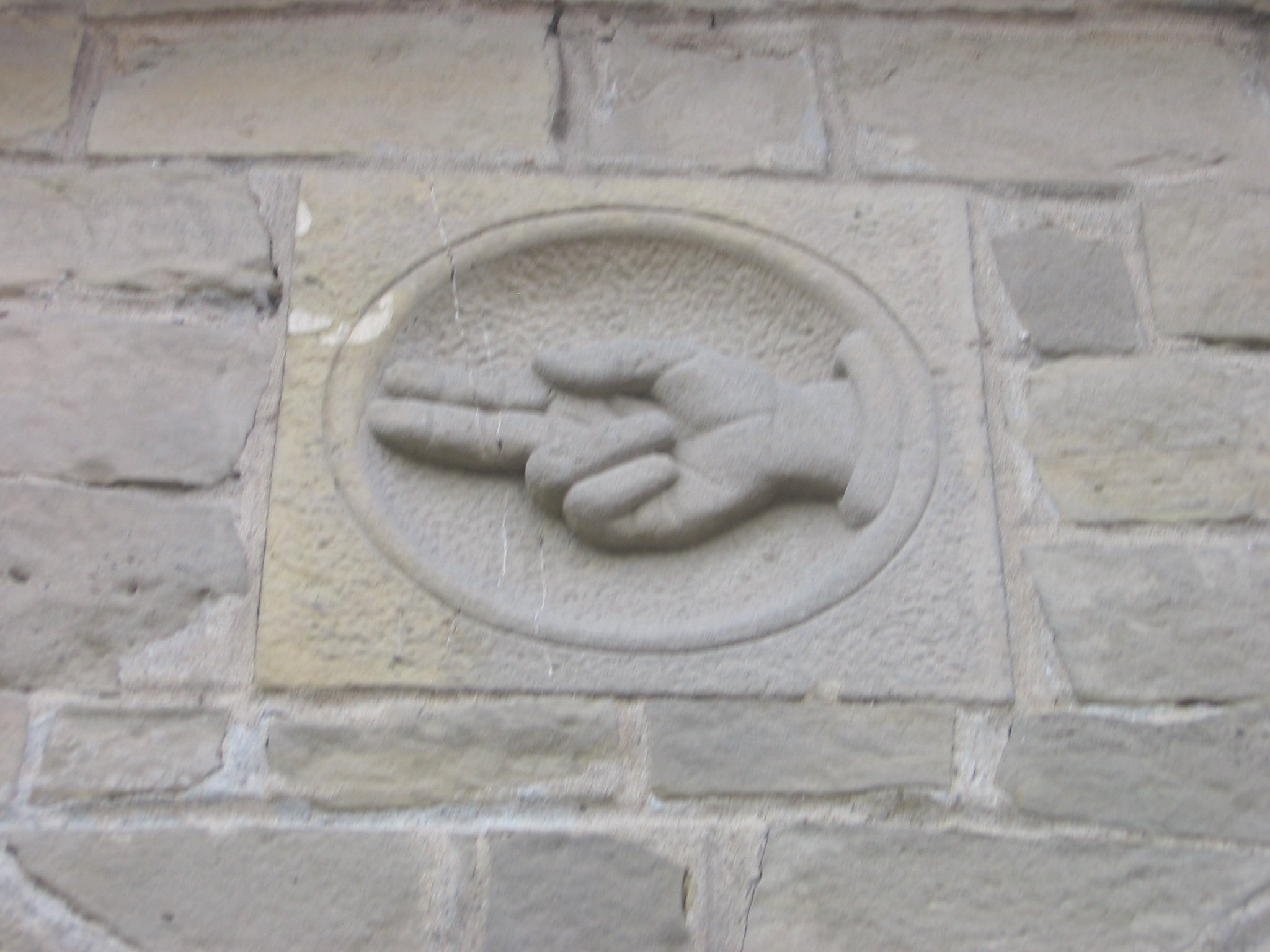
Representación de una mano dando la bendición, en el pórtico de entrada de la iglesia.

Originalmente románica, alrededor de 1930 se amplió, construyéndose entonces el crucero, la bóveda y el ábside actual, en un estilo más o menos acorde con el románico. Las pinturas del ábside también son de esta época. El campanario, que hacía las veces de torre de defensa, tiene una espadaña añadida posteriormente.
El interior de la iglesia fue quemado en el transcurso de la Guerra Civil, siendo restaurado por Josep Maria Ros i Vila en 1948.
En el pórtico de entrada —que es también del siglo XX—, destaca la figura de una mano dando la bendición cristiana: tres dedos desplegados que representan la Trinidad, y dos encogidos que representan las dos naturalezas de Cristo (Divina y Humana).
El nombre de la iglesia es utilizado por el colegio, que contiene tres cursos de parvulario, seis de primaria y cuatro de secundaria.